# Barbosalith
Barbosalith ist ein selten vorkommendes Mineral aus der Mineralklasse der „Phosphate, Arsenate und Vanadate“. Es kristallisiert im monoklinen Kristallsystem mit der chemischen Zusammensetzung Fe2+Fe23+[(OH)2|(PO4)2] und stellt damit das Eisen-Analogon des Scorzalith (Fe2+Al2[(OH)2|(PO4)2]) dar.
Barbosalith ist durchscheinend bis fast undurchsichtig und entwickelt meist nur mikrokristalline Mineral-Aggregate oder krustige Überzüge, selten aber auch stämmige, prismatische und pseudotetragonale oder -kubische Kristalle bis etwa 0,25 mm Größe von dunkelblauer, blaugrüner, grünlichschwarzer oder schwarzer Farbe bei dunkelblauer Strichfarbe.

## Besondere Eigenschaften
In einem geschlossenen Rohr gibt Barbosalith Wasser ab. Gegen Säuren ist das Mineral relativ beständig, das heißt in heißer, verdünnter Salzsäure (HCl) löst es sich nur langsam und in verdünnter Salpetersäure (HNO3) gar nicht. Mit alkalischen Lösungen reagiert Barbosalith ebenfalls nur langsam, nur von der so genannten Clerici-Lösung, einem Fluid zur Dichtemessung von Mineralen, wird er angegriffen.

## Etymologie und Geschichte
Barbosalith wurde erstmals in der „Sapucaia Mine“ bei Sapucaia do Norte (Galiléia) im brasilianischen Bundesstaat Minas Gerais und 1955 beschrieben von Marie Luise Lindberg (-Smith, * 1918) und William Thomas Pecora (1913–1972), die das Mineral nach dem brasilianischen Geologen Aluízio Licínio de Miranda Barbosa (* 1916) benannten.

## Klassifikation
In der veralteten 8. Auflage der Mineralsystematik nach Strunz gehörte der Barbosalith zur Mineralklasse der „Phosphate, Arsenate, Vanadate“ und dort zur Abteilung „Wasserfreie Phosphate, Arsenate und Vanadate mit fremden Anionen“, wo er gemeinsam mit Lazulith und Scorzalith sowie im Anhang mit Lipscombit und Trolleit in der „Lazulith-Reihe“ mit der Systemnummer VII/B.05 steht.
In der zuletzt 2018 überarbeiteten Lapis-Systematik nach Stefan Weiß, die formal auf der alten Systematik von Karl Hugo Strunz in der 8. Auflage basiert, erhielt das Mineral die System- und Mineralnummer VII/B.08-040. Dies entspricht der Klasse der „Phosphate, Arsenate und Vanadate“ und dort der Abteilung „Wasserfreie Phosphate, mit fremden Anionen F,Cl,O,OH“, wo Barbosalith zusammen mit Hentschelit, Lazulith, Lipscombit, Richellit, Scorzalith, Trolleit, Wilhelmkleinit und Zinklipscombit die „Lazulithgruppe“ mit der Systemnummer VII/B.08 bildet.
Die von der International Mineralogical Association (IMA) zuletzt 2009 aktualisierte 9. Auflage der Strunz’schen Mineralsystematik ordnet den Barbosalith in die Klasse der „Phosphate, Arsenate und Vanadate“ und dort in die Abteilung „Phosphate usw. mit zusätzlichen Anionen; ohne H2O“ ein. Hier ist das Mineral in der Unterabteilung „Mit ausschließlich mittelgroßen Kationen; (OH usw.) : RO4 ≤ 1 : 1“ zu finden, wo es zusammen mit Hentschelit, Lazulith, Scorzalith und Wilhelmkleinit die „Lazulithgruppe“ mit der Systemnummer 8.BB.40 bildet.
In der vorwiegend im englischen Sprachraum gebräuchlichen Systematik der Minerale nach Dana hat Barbosalith die System- und Mineralnummer 41.10.01.04. Das entspricht der Klasse der „Phosphate, Arsenate und Vanadate“ und dort der Abteilung „Wasserfreie Phosphate etc., mit Hydroxyl oder Halogen“. Hier findet er sich innerhalb der Unterabteilung „Wasserfreie Phosphate etc., mit Hydroxyl oder Halogen mit (A2+B2+)3(XO4)2Zq“ in der „Lazulithgruppe“, in der auch Lazulith, Scorzalith und Hentschelit eingeordnet sind.

## Modifikationen und Varietäten
Die Verbindung Fe2+Fe23+[(OH)2|(PO4)2] ist dimorph, kommt also in der Natur neben dem monoklin kristallisierenden Barbosalith noch als tetragonal kristallisierender Lipscombit vor.

## Bildung und Fundorte

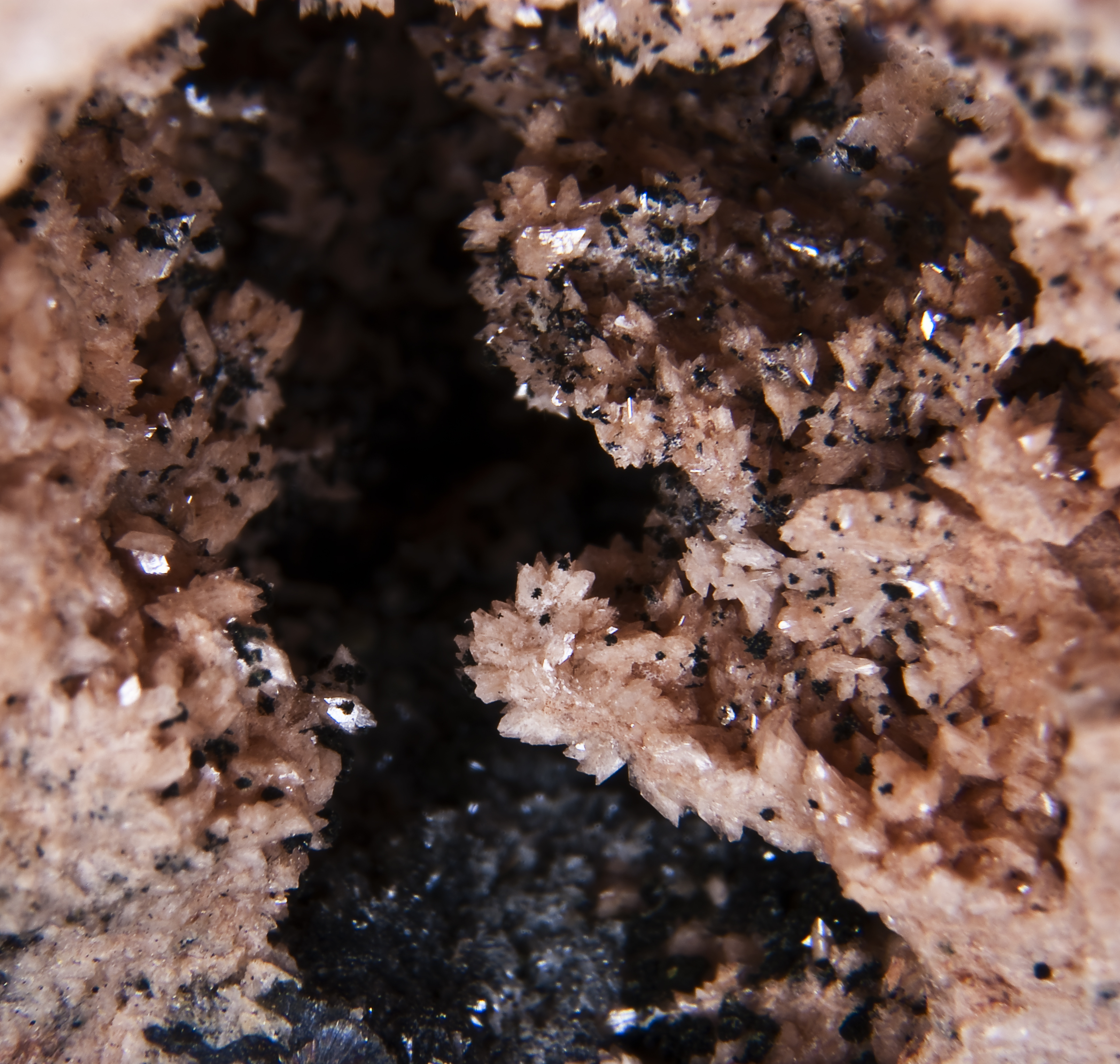
Barbosalith (schwarz) auf Hureaulith (rosa) aus der „Sapucaia Mine“, Galiléia, Minas Gerais, Brasilien (Sichtfeld 1,1 cm × 1 cm)

Barbosalith ist ein Sekundärmineral und bildet sich aus primären Phosphaten durch Oxidation und Anlagerung von Hydroxidionen in komplexen granitischen Pegmatiten, wo er sich meist in Paragenese mit Tavorit, aber auch mit Hureaulith, Heterosit, Triphylin, Vivianit, Roscherit und Rockbridgeit findet.
Als seltene Mineralbildung konnte Barbosalith nur an wenigen Fundorten nachgewiesen werden, wobei bisher (Stand: 2013) rund 40 Fundorte als bekannt gelten. Neben seiner Typlokalität „Sapucaia Mine“ in Galiléia trat das Mineral in Brasilien noch in den Gemeinden Água Boa, Conselheiro Pena und Mendes Pimentel in Minas Gerais sowie bei Pedra Lavrada in Paraíba auf.
In Deutschland wurde Barbosalith bisher nur im Oberpfälzer Wald, genauer am Kreuzberg bei Pleystein, in der „Grube Cornelia“ bei Hagendorf (Weidhaus) und im Pegmatit-Aufschluss nahe Althütte (Waldmünchen) in Bayern gefunden.
Weitere Fundorte liegen unter anderem in Argentinien, Australien, Frankreich, Madagaskar, Marokko, Namibia, Portugal, Ruanda, Spanien, Südafrika, Tschechien, im Vereinigten Königreich (UK) und den Vereinigten Staaten von Amerika (USA).

## Kristallstruktur
Barbosalith kristallisiert monoklin in der Raumgruppe P21/c (Raumgruppen-Nr. 14) mit den Gitterparametern a = 7,25 Å; b = 7,46 Å; c = 7,49 Å und β = 120,2° sowie 2 Formeleinheiten pro Elementarzelle.